# Бохумил Боучек
Бохумил Боучек (чеш. Bohumil Bouček; Подјебради, 5. јануар 1850 – Подјебради, 22. мај 1926) био је чешки љекар који је у Шавнику лијечио рањене Пивљaнe током Херцеговачког устанка, од јесени 1875. до прољећа 1876. Имао је истакнуту улогу у оснивању бање у Подјебрадима.

## Биографија
Рођен је 5. јануара 1850. године као пето од укупно десеторо дјеце Франтишека Боучека, подјебратског љекара и оснивача локалне болнице. У Прагу је завршио Академску гимназију и уписао студије медицине. Студије је од четврте године наставио у Бечу, гдје је и стекао титулу доктора 1873. године. Остао је да ради у Бечу као љекар на хируршком одјељењу Опште болнице. Када је 1874. године током једне обдукције повриједио лијеву руку, пријетила му је ампутација, те га је отац Франтишек одвезао кући и сам га излијечио. На јесен 1875. године Боучек је отпутовао у Црну Гору, гдје је као љекар помагао у борби против османлијске власти током Невесињске пушке – Херцеговачког устанка. Био је смјештен у Шавнику, и ту је као једини љекар лијечио рањенике. У Црној Гори је остао све до прољећа 1876. године када је у априлу кренуо на пут назад. Своје утиске о боравку у Црној Гори описивао је у писмима родитељима која су тада излазила у часопису „Чешка круна“, а која је после више од тридесет година објавио у књизи „Међу рањеним Црногорцима“ 1912. године. Када се његов отац Франтишек Боучек повукао из љекарске праксе 1877. године, Бохумил је дошао на његово мјесто преузевши и малу болницу. Радио је све до смрти 1926. Оженио се 1883. године удовицом Боженом Бирнбаумовом (дјевојачко презиме Шнирхова) која је из првог брака имала двоје дјеце (син Војтјех Бирнбаум био је познати историчар умјетности). Са Боженом је у браку добио четворо дјеце: кћер Бохумилу (1884—1956) и синове Бохуслава (1886—1953), Јарослава (1888—1956) и Владислава (1890—1971). Најстарији син Бохуслав такође је постао љекар и помагао је током Првог балканског рата радећи добровољно у општој војној болници у Београду од 26. октобра 1912 – 26. јануара 1913. а затим у августу и септембру исте године у оквиру хуманитарне помоћи заједно са проф. др Рудолфом Једличком.

### Друштвени живот
Доктор Боучек је активно учествовао у јавном и друштвеном животу свога града. Од своје 11 године, када је одгледао прву представу дилетантског позоришта која се играла у капели замка, позориште га је привлачило, те му се активно посветио. Тако је у младости често наступао као глумац, а неке представе је и сам режирао. Једно вријеме био је представник Аматерске позоришне дружине Јиржи, а доцније и његов предсједник. Заслужан је и за то што је дружина добила просторије за своје позориште. Од 1884–1906. био је члан градске скупштине и школског савјета. Промовисао је модерне медицинске и хигијенске трендове, здраву исхрану и физичко васпитање у школама. Подржао је оснивање електране, увођење ватрогасног телефона, изградњу канализације и израду градског плана регулације. Први је у Подјебрадима имао телефонску линију која га је повезивала са станом апотекара Јана Хелиха. Суоснивач је библиотеке позоришне дружине од које је 1872. године настала Грађанска библиотека. Био је члан Грађанске бесједе, а затим и неколико година њен предсједник, руководилац пјевачког друштва Хлахол, предсједник удружења Студентске омладине Подјебрада, три године био је члан одбора Грађанске кредитне задруге, Занатске бесједе, иницијатор и потпредсједник првог Друштва за украшавање. Учествовао је у оснивању подјебратског Сокола. Као и свој отац занимао се за пољопривреду.

### Оснивање бање
Бохумил Боучек је дао велики допринос оснивању бање у Подјебрадима. На прелому 19. и 20. вијека град је имао проблема са недостатак воде. Боучек је тада био лични љекар кнеза Арношта Филипа Хохенлоа, власника подјебратског властелинства. Он је организовао тражење извора воде уз помоћ рашљи, бушило се у близини замка, али се ни на дубини од тридесет метара вода није појавила. Боучек и Хелих убиједише тада кнеза да се бушење настави ради геолошких испитивања, после чега је на дубини од 96 m откривен извор минералне воде Подјебратка.
Доктор Боучек је био присутан не само приликом открића минералне воде, већ је први дао да се уради анализа њеног хемијског састава. У септембру 1905. године прашки професор Кабрхел завршио је анализу која је показала да је ријеч о земно-алкалној води са великим садржајем угљене киселине. Ту воду је Боучек почео да користи у љекарској пракси, откривши као први да је вода добра за лијечење неких срчаних обољења и крвотока. Своја сазнања је у фебруару 1908. године објавио у „Часопису чешких љекара“ Прва зграда Кнежевске бање отворена је 1908. године, а Боучек је био први бањски љекар. Током Првог свјетског рата доктор Боучек водио је једну до подјебратских војних болница.

## Дјела
- Љетопис аматерске позоришне дружине (Letopisy ochotnického spolku. 1879)
- Колера у Подјебрадима. Епидемиолошка студија (Cholera na Poděbradsku. Epidemiologická studie 1893)
- Медицинске дискусије (Rozpravy zdravotnické. 1900)
- Кратко промишљање о изградњи модерне сеоске болнице (Krátká úvaha o stavbě moderní venkovské nemocnice. У часопису: Věstník, příloha časopisu lékařů českých. 1912. 1-11)
- Међу рањеним Црногорцима (Mezi raněnými Černohorci. 1912)
- Бања Подјебради (Lázně Poděbrady. 1913)
- Записи љекара опште праксе др Бохумила Боучека у бањи у Подјебрадима од 1873–1923. (Zápisky praktického lékaře MUDr. Bohumila Boučka v lázních Poděbradech 1873–1923. 1923)